# Mot (déu semític)
Mot és el déu de l'Inframon i de la mort dins la mitologia ugarítica, i posteriorment a l'antiga Síria. El seu nom significa literalment "la mort".
Als textos antics d'Ugarit, era considerat l'enemic mortal del déu Baal. Quan Baal, déu de la tempesta, va baixar als inferns, segons el cicle religiós ugarític, va tenir un violent enfrontament amb Mot. Baal només se'n va lliurar gràcies a la intervenció de la deessa Anat.
Mot era també el déu del gra i de l'agricultura. Quan Anat va matar Mot per venjar la mort de Baal, tot el procés es descriu amb símils de la sega i de la molta. S'obvia la resurrecció perquè les seves restes se les mengen els ocells:
| « | Ella va agafar el déu Mot, i amb una espasa el partí, per un sedàs el passà, amb foc el va cremar, el va moldre en el molí, i pels camps el va sembrar, la seva carn se la menjaren els ocells, els seus membres van ser aliment dels pardals. | » |

La mitologia ugarítica presenta també a Mot com el responsable de la sequera que va colpejar en repetides ocasions les regions del Llevant, mentre que Baal era el déu que pluja.